# Park Narodowy Archipelagu Ekenäs
Park Narodowy Archipelagu Ekenäs (fiń. Tammisaaren saariston kansallispuisto, szw. Ekenäs skärgårds nationalpark) – park narodowy w Finlandii, utworzony w 1989 r. na powierzchni 52 km².
Ochroną w formie parku narodowego objęto najbardziej wysunięte na południe tereny należące do Finlandii, przy czym należy zaznaczyć, że w całości jest to obszar wysp i Morza Bałtyckiego. Jest częścią archipelagu liczącego około 1300 wysp. Najbliższym miastem, a zarazem najdogodniejszą bazą wypadową jest Ekenäs w gminie Raseborg.
Blisko 90% obszaru parku stanowi woda. Na Morzu Bałtyckim rozrzucone są niewielkie wysepki, jak np. Älgö, Fladalandet, Modermagan, czy Jussarö.
Wyspy archipelagu różnią się znacznie od siebie. Na przykład Älgö jest duża i porośnięta gęstym lasem iglastym (głównie sosna i świerk). Wysepki położone na południe od niej są również zalesione, ale znacznie mniejsze. Tworzą skomplikowany labirynt, którym wiodą szlaki turystyczne. Jeszcze dalej na południe wyspy są małe, bezleśne i znacznie oddalone od siebie. Ta część archipelagu ochroną otacza głównie niezliczone kolonie ptaków. W okresie lęgowym (wiosna i lato) obowiązuje tu zakaz wysiadania z łodzi na ląd. Główną atrakcją parku jest wyspa Jussarö – częściowo zamknięta dla zwiedzających. Po terenie nieobjętym ścisłym rezerwatem oprowadzają przewodnicy. Oprowadzają m.in. po nieczynnych już sztolniach kopalni rudy żelaza z początków XIX wieku, unikatowych łąkach i wieży, z której obserwuje się ptaki.
W 1996 roku Park Narodowy Ekenäs został wyróżniony Europejskim Dyplomem Obszarów Chronionych.